# Jacek Sawaszkiewicz
Jacek Sawaszkiewicz (ur. 10 września 1947 w Szczecinie, zm. 11 czerwca 1999 tamże) – polski pisarz fantastyki naukowej, satyryk. Współpracownik czasopisma „Karuzela” i rozgłośni szczecińskiej Polskiego Radia.

## Życiorys
Uczył się w Technikum Łączności w Szczecinie; po zdaniu matury w 1968 r. pracował jako elektronik w Spółdzielni „Elektromet”. W latach 1968–1970 odbywał służbę wojskową, po której podjął pracę w Miejskim Sztabie Wojskowym w Szczecinie jako inspektor do spraw technicznych. W późniejszych latach był inspektorem do spraw obrony cywilnej w Dzielnicowym Zarządzie Budynków Mieszkalnych Szczecin-Pogodno oraz kierownikiem sekcji w Urzędzie Telefonów Miejscowych. W 1979 r. przeniósł się do Stargardu. Od 1975 r. zajmował się wyłącznie pracą literacką. Debiutował opowiadaniem satyrycznym Sanatorium („Karuzela”, 1972 nr 18) ; debiut książkowy w 1978 (tom opowiadań Czekając). Laureat wielu konkursów literackich. Najbardziej znanym jego dziełem jest cykl Kronika Akaszy. Publikował opowiadania na łamach „Młodego Technika”, „Morza i Ziemi”, „Razem”, „Odgłosów”, „Politechnika”, „Nurtu”, „Fantastyki”.
Początkowa twórczość Sawaszkiewicza to typowe opowiadania sensacyjne w konwencji fantastyki lat sześćdziesiątych. W późniejszych utworach podążał raczej w kierunku groteski, humoreski lub fantastyki socjologicznej. Pochowany został na cmentarzu Centralnym w Szczecinie (kwatera 96d).

## Publikacje

### Zbiory opowiadań
- Czekając (Wydawnictwo Poznańskie 1978)
- Mój tatko ([opowiadania satyryczne] „Iskry” 1978)
- Przybysz; Wyznanie; Potestas (Nasza Księgarnia 1979)
- Admirał Douglas Westrex; Kariera Johna Stoffhansenna; Cerebrak; Manekin (Nasza Księgarnia 1980)
- Mistyfikacje; Raport; Guzik; Pożegnanie; Życie rodzinne; Prawda (Nasza Księgarnia 1983)
- Tatko i ja ([opowiadania satyryczne] KAW 1983)
- Z moim tatkiem ([opowiadania satyryczne] KAW 1985)
- Między innymi makabra ([opowiadania satyryczne] Glob 1985)
- Wahadło (Glob 1986)
- Mój tatko i cała reszta (KAW 1988)

### Powieści
- Sukcesorzy (Wydawnictwo Poznańskie 1979)
- Katharsis (Iskry 1980)
- Eskapizm (Wydawnictwo Poznańskie 1982)
- Kronika Akaszy. Inicjacja (Wydawnictwo Poznańskie 1981)
- Kronika Akaszy. Skorupa astralna (Wydawnictwo Poznańskie 1982)
- Kronika Akaszy. Metempsychoza (Wydawnictwo Poznańskie 1984)
- Kronika Akaszy. Powtórka z Apokalipsy (Wydawnictwo Poznańskie 1986)
- Stan zagrożenia (Wydawnictwo Poznańskie 1986)
- Na tle kosmicznej otchłani (Krajowa Agencja Wydawnicza 1988)